# Zhitnie
Zhitnie (en ucraniano: Житнє, romanizado: Zhytne; en ruso: Житное, romanizado: Zhítnoye) es un pueblo ucraniano perteneciente al óblast de Sumy. Situado en el norte del país, es parte del raión de Romní y del municipio (hromada) de Mikoláivka.

## Toponimia
Desde 1962 hasta 2024, el nombre del asentamiento era Zhitne (en ucraniano: Житне).

## Geografía
Zhitnie se encuentra en la margen derecha del río Romen, a 2 km de Romní.  

## Historia
Zhitnie fue fundada por cosacos y colonos libres alrededor de 1703-1710, y su nombre proviene de la gran cosecha de centeno recogida por los primeros habitantes del pueblo. El pueblo quedó englobado dentro del regimiento de Lubní del Hetmanato cosaco. En el año 1914 se construyó una escuela en el pueblo.
El 19 de septiembre de 2024, la Rada Suprema apoyó el cambio de nombre del pueblo de Zhitne a Zhitnie. El cambio de nombre entró en vigor el 26 de septiembre de 2024.

## Demografía
Según el censo de 2001, la lengua materna de la mayoría de los habitantes, el 97,81%, es el ucraniano; del 2,04% es el ruso.

## Personas importantes
- Gueorgui Prokolenko (1914-1944): piloto soviético que participó en la guerra civil española y en la Segunda Guerra Mundial.